# HMS Hindustan (1903)
O HMS Hindustan foi um couraçado pré-dreadnought operado pela Marinha Real Britânica e a quarta embarcação da Classe King Edward VII. Sua construção começou em outubro de 1902 nos estaleiros da John Brown & Company e foi lançado ao mar em dezembro do ano seguinte, sendo comissionado na frota britânica em agosto de 1905. Era armado com uma bateria principal de quatro canhões de 305 milímetros montados em duas torres de artilharia duplas, possuía um deslocamento de mais de dezessete mil toneladas e alcançava uma velocidade máxima de dezoito nós.
O Hindustan teve um início de carreira relativamente tranquilo, servindo na Frota do Atlântico, Frota do Canal e Frota Doméstica. Em 1912 ele e seus irmãos atuaram no Mar Mediterrâneo durante a Primeira Guerra Balcânica. A Primeira Guerra Mundial começou em 1914 e o navio passou a maior parte do conflito realizando patrulhas pelo Mar do Norte como parte da Grande Frota, porém nunca chegou a entrar em combate. Foi descomissionado em 1918 e usado como um depósito e alojamento flutuante até ser descartado em 1919 e posteriormente desmontado em 1924.